# Respirační onemocnění
Respirační onemocnění mohou být plicní onemocnění nebo nemoci dýchacích cest. Jsou to patologické stavy postihující orgány a tkáně, které ztěžují výměnu plynů u živočichů dýchajících vzduch. Postihují všechny části dýchacího traktu včetně průdušnice, průdušek, průdušinek, alveol, pohrudnice, pleurální dutiny, nervů a dýchacích svalů. Respirační choroby sahají od lehkých a samovolně odeznívajících, jako je nachlazení, chřipka a faryngitida až po život ohrožující onemocnění, jako je bakteriální zápal plic, plicní embolie, tuberkulóza, akutní astma, rakovina plic a těžké akutní respirační syndromy, jako je covid-19.
Specializace respiračních onemocnění je známá jako plicní lékařství (pneumologie). Lékař, který se specializuje na respirační onemocnění, je známý jako pneumolog, specialista na hrudní medicínu, specialista na respirační medicínu, respirolog apod.

## Akutní onemocnění
Akutní respirační onemocnění jsou většinou infekce dýchacího ústrojí, postihují děti i dospělé. Nejčastěji jsou tedy původcem viry nebo bakterie. Projevuje se jako angína (tonzilitida), rýma, akutní zánět nosohltanu (faryngitida), hrtanu laryngitida, zánět průdušnice (tracheitida), průdušek (bronchitida) nebo zápal plic.
Respirační infekce patří k nejčastějším onemocněním ve světě i v České republice,
mívá sezónní charakter a vyskytuje se často ve větších či menších epidemiích. Infekční onemocnění jsou popsané níže. Pouze u afekcí dolních dýchacích cest se kromě neinfekčních příčin a virů uplatňují i bakterie.

## Obstrukční plicní nemoci
Astma, chronická bronchitida, bronchiektázie a chronická obstrukční plicní nemoc (CHOPN) jsou obstrukční plicní nemoci charakterizované neprůchodností dýchacích cest v důsledku zánětu. Tato onemocnění jsou často identifikována kvůli symptomům a diagnostikována pomocí testů funkce plic, jako je spirometrie. Mnoho obstrukčních plicních onemocnění se léčí vyhýbáním se spouštěčům (příčinou mohou být třeba roztoči nebo kouření), úpravou symptomů, jako jsou bronchodilatátory, a v těžkých případech potlačením zánětu (jako jsou kortikosteroidy). Jednou z běžných příčin CHOPN včetně emfyzému a chronické bronchitidy je kouření tabáku a běžné příčiny bronchiektázie zahrnují těžké infekce a cystickou fibrózu. Pravou příčinu astmatu zatím neznáme.

## Restrikční plicní onemocnění
Restrikční plicní onemocnění jsou typická ztrátou poddajnosti plic způsobující neúplnou expanzi a zvýšenou ztuhlost plic, jako je tomu u kojenců se syndromem respirační tísně. To vede ke snížení plicního objemu, zvýšené námaze při dýchání a nedostatečné ventilaci a/nebo okysličování. Plicní funkční test ukazuje na snížení usilovné vitální kapacity.
Restrikční onemocnění vyplývající z vnitřních faktorů, jako je odumření tkáně v důsledku zánětu nebo toxinů, se vyskytují v samotných plicích. Naopak onemocnění způsobená vnějšími faktory jsou výsledkem stavů pocházejících mimo plíce, jako je neuromuskulární dysfunkce a nepravidelné pohyby hrudní stěny.

## Chronická onemocnění dýchacích cest
Chronická respirační onemocnění jsou dlouhodobá onemocnění dýchacích cest a dalších struktur plic. Vyznačují se vysokým nárůstem zánětlivých buněk (neutrofilů) a/nebo destruktivním cyklem infekce. Nejčastější jsou astma, chronická obstrukční plicní nemoc a syndrom akutní respirační tísně. Chronické nemoci nejsou vyléčitelné, nicméně různé léčebné postupy, které pomáhají rozšířit hlavní dýchací cesty a snižují dušnost, mohou zmírnit příznaky a zvýšit kvalitu života.

## Infekce dýchacích cest
Infekce mohou postihnout kteroukoli část dýchacího systému. Nejčastější infekcí horních cest dýchacích je běžné nachlazení. Infekce horních dýchacích cest jsou kromě zánětu nosní sliznice i záněty vedlejších dutin nosních (sinusitida, nosohltanu a středouší (zánět středního ucha), které jsou zvláště v dětském věku velmi časté. Patří sem i infekce specifických orgánů horních cest dýchacích uvedené výše (tonzilitida, faryngitida, laryngitida). Z afekcí dolních dýchacích cest jsou nejčastější akutní záněty průdušnice a průdušek, z vážnějších infekcí pak zápal plic. Pneumonie je infekce plic, která je obvykle způsobena bakteriemi, zejména Streptococcus pneumoniae. Celosvětově je významnou příčinou zápalu plic tuberkulóza. Viry a houby mohou také způsobit zápal plic, nebo například těžký akutní respirační syndrom (SARS, covid-19 a pneumocystovou pneumonii. Zápal plic může způsobit komplikace, jako je plicní absces, kulatá dutina v plicích způsobená infekcí, nebo se může rozšířit do pleurální dutiny.
Špatná péče o ústní dutinu může být faktorem přispívajícím k onemocnění dolních cest dýchacích, protože bakterie z onemocnění dásní mohou cestovat dýchacími cestami až do plic.

## Nádorová onemocnění
Zhoubné nádory dýchacího systému, zejména primární karcinomy plic, jsou závažným zdravotním problémem odpovědným za 15 % všech diagnóz zhoubných nádorů a 30 % úmrtí na nádorová onemocnění. Většinu případů rakoviny dýchacího systému lze připsat kouření tabáku.
Hlavní histologické typy karcinomu dýchacího systému jsou
- karcinom plic (rakovina plic)
- Bronchioloalveolární karcinom
- Adenokarcinom plic
- Spinocelulární karcinom plic
- Velkobuněčný karcinom plic
- Jiné karcinomy plic (karcinoid, Kaposiho sarkom, melanom)
- Lymfom
- Karcinom hlavy a krku
- Mezoteliom pleury, téměř vždy způsobený expozicí na azbestový prach.

Benigní nádory jsou poměrně vzácnými příčinami respiračních onemocnění.

## Vaskulární onemocnění
Plicní vaskulární onemocnění jsou stavy, které ovlivňují plicní oběh. Mezi tyto choroby patří
- Plicní embolie Krevní sraženina, která se tvoří v žíle, uvolňuje se, prochází srdcem a ukládá se v plicích (tromboembolismus). Velké plicní embolie jsou smrtelné a způsobují náhlou smrt.
- Plicní arteriální hypertenze, zvýšený tlak v plicních tepnách.
- Plicní edém, únik tekutiny z kapilár plic do alveolů (nebo vzduchových prostor). Obvykle je to způsobeno městnavým srdečním selháním.

## Novorozenecká onemocnění
Plicní onemocnění mohou také ovlivnit novorozence, sem patří diagnózy jako je plicní hyperplazie, plicní intersticiální emfyzém (neboli rozedma plic, obvykle předčasné porody) a syndrom respirační tísně kojenců.

## Diagnostika

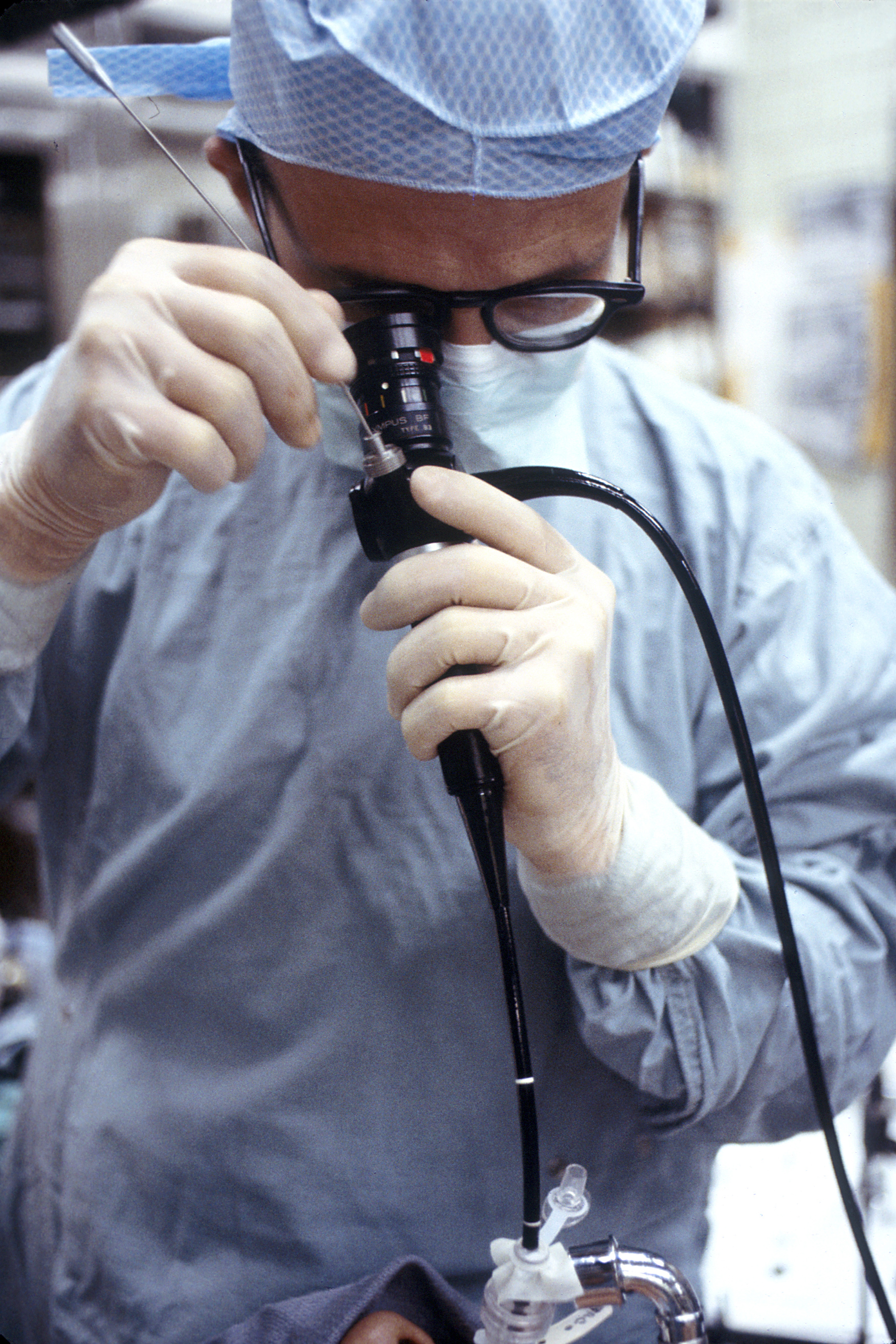
Bronchoskopie

Respirační onemocnění lze vyšetřit provedením jednoho nebo více z následujících testů:
- Biopsie plic nebo pleury
- Rozbor krve
- Rentgen hrudníku (CXR)
- Bronchoskopie (vyšetření průdušek bronchoskopem)
- Tomografie (CT, HRCT)
- Kultivace mikroorganismů ze sekretů, jako je sputum
- Skenování ultrazvukem (detekce kapalin)
- Testování funkce plic (PFT)
- Ventilační/perfuzní plicní sken